# Art Garfunkel
Arthur Ira „Art” Garfunkel (Queens, New York, 1941. november 5. –) ötszörös Grammy-díjas amerikai énekes, zenész, költő és színész, aki leginkább a Simon & Garfunkel duó tagjaként ismert.

## Gyermekkora
A New York-i Forest Hillsben született, anyja Rose Pearlman, apja Jacob "Jack" Garfunkel utazó kereskedő. Volt egy öccse (Jules) és egy bátyja (Jerome) is. Apja romániai (jászvásári) zsidó szülei még az előző századfordulón vándoroltak ki az USA-ba, és Manhattanben telepedtek le. Apja a vigécmunkája előtt színészként Daytonban dolgozott. Anyai unokatestvére Lou Pearlman, a Backstreet Boys és az ’N Sync alapítója volt.
1954-ben a bar-micvóján, Garfunkel kántorként négy órán át énekelte dalrepertoárját a családjának. Kiskamaszként tüdőgyulladást kapott, és emiatt szerette meg a kosárlabdázást. Ahogyan egy 1998-as interjújában mondta: „1955 nyarán tüdőgyulladásom volt. Futni nem tudtam, de szerettem a kosárlabdát, és volt a közelben egy kosárpalánk. A nyarat módszeres kosárra dobálással töltöttem. A 3-pontos vonalról 96, 98-szor sikerült bedobni 100-ból. Aztán elértem 102 pontot is! A középiskola óta nem játszottam csapatban. Csak 3-3 elleni, félpályás fogós játékot az iskolaudvaron”. Későbbi énekes partnerével Paul Simonnal először egy queensi körzeti iskolában (PS 164) találkoztak hatodik általánosban, amikor mindketten az ott előadott Alice Csodaországban című darabban szerepeltek. Garfunkel elmondása szerint, Simon először akkor kezdett érdeklődni az éneklés iránt, amikor ő Nat King Cole Too Young című dalának feldolgozását adta elő egy iskolai tehetségkutatón.
1956 és 1962 között Tom & Jerry néven (amit a Big Records lemezkiadójuk adott nekik az azonos nevű rajzfilmfigurák után) alkalmanként felléptek iskolai bálokon. Bálványuk a The Everly Brothers country-rock duó volt, akikhez hasonlóan ők is kétszólamú éneklést adtak elő. 1957-ben, még Tom & Jerry néven a Simon and Garfunkel felvette a Hey, Schoolgirl című dalt. A kislemez a 49. helyezést érte el a slágerlistán. Garfunkel azért választotta a „Tom Graph” becenevet, mert szerette grafikonokon nyomon követni a slágereket a slágerlistákon. Garfunkel Artie Garr név alatt egyedül is megjelentetett kislemezeket. Interjúkban kiemelte, hogy mennyire más dalai voltak ezeken a korai lemezeken, amikor folk-pop stílusban énekelt, mint pl. az 1959-es Beat Love és a Dream Alone.

## Tanulmányai
A Forest Hillsi gimnázium elvégzése után (amelyen Simon is együtt végzett vele), eleinte az építészet felé fordult a Columbia Egyetemen, ahol az Alpha Epsilon Pi diákklub tagja volt. Közben az egyetemen több csapatban is sportolt (teniszezett, síelt, vívott és bowlingozott), és egy férfi a cappella-kórusban, a Columbia Kingsmenben is énekelt. Egyetemi évei alatt, amikor szobatársa, Sanford Greenbergnek zöld hályogja lett és elvesztette látását, felolvasta neki a tankönyveket, így segítette a házi feladatok elvégzésében.  Greenbergnek sikerült elvégeznie az egyetemet ráadásul kitüntetéssel. Greenberg később 500 dollárt adott Garfunkelnek, hogy fel tudja venni a The Sound of Silence demóját. Garfunkel 1965-ben BA (Bachelor of Art) fokozatot szerzett művészettörténetből, majd 1967-ben a Columbia mesterképzőjén (Teachers College), MA (Master of Art) fokozatot mint matematikatanár. Ezután még doktori kurzusokra is járt, éppen amikor a Simon & Garfunkel legnagyobb kasszasikereit érte el.

## Magánélete
1972 és 1975 között Garfunkel felesége Linda Grossman volt. Később kapcsolatba került Laurie Bird színésznővel, aki 1979-ben öngyilkosságot követett el. Ez hozzájárult ahhoz a tényhez, hogy az 1980-as években nagyrészt visszavonult a nyilvánosságtól. 1988-ban feleségül vette Kim Cermakot, két közös fia van.

## Diszkográfia

### Stúdióalbumok a Simon & Garfunkellel
- 1964 – Wednesday Morning, 3 A.M.
- 1966 – Sounds of Silence
- 1966 – Parsley, Sage, Rosemary and Thyme
- 1967 – The Graduate Original Soundtrack
- 1968 – Bookends
- 1970 – Bridge over Troubled Water
- 1972 – Simon and Garfunkel's Greatest Hits
- 1982 – The Concert in Central Park
- 1997 – Old Friends
- 1999 – The Best of Simon and Garfunkel
- 2001 – The Columbia Studio Recordings (1964-1970)
- 2002 – Live from New York City, 1967
- 2003 – The Essential Simon and Garfunkel
- 2004 – Old Friends: Live on Stage

### Szóló albumok
- 1973 – Angel Clare
- 1975 – Breakaway
- 1977 – Watermark
- 1979 – Fate for Breakfast
- 1981 – Scissors Cut
- 1984 – The Art Garfunkel album
- 1986 – The Animals' Christmas (Amy Granttel)
- 1988 – Lefty
- 1989 – Garfunkel (válogatás)
- 1993 – Up 'til Now
- 1996 – Across America
- 1997 – Songs from a Parent to a Child
- 2002 – Everything Waits to Be Noticed
- 2007 – Some Enchanted Evening
- 2024 – Father and Son (ifj. Art Garfunkellel)

### Kislemezek
- 1973 – "All I Know"
- 1973 – "I Shall Sing"
- 1974 – "Traveling Boy"
- 1974 – "Second Avenue"
- 1975 – "Breakaway"
- 1975 – "I Only Have Eyes for You"
- 1977 – "Crying in my Sleep"
- 1977 – "Wonderful World" (Paul Simonnal és James Taylorral)
- 1979 – "In A Little While (I'll Be On My Way)"
- 1979 – "Since I Don't Have You"
- 1979 – "Bright Eyes"
- 1981 – "A Heart in New York"
- 1984 – "Sometimes When I'm Dreaming"
- 1988 – "So Much in Love"
- 1993 – "Crying in the Rain"
- 1996 – "Grateful (Live)"
- 1997 – "Daydream"
- 2021 – "O Come All Ye Faithful"
- 2002 – "Bounce"

### Filmzenék
- 1989 – Sing, "We'll Never Say Goodbye"
- 1992 – A League Of Their Own, "Two Sleepy People"
- 1998 – Lesz ez még így se!, "Always Look On The Bright Side Of Life"

## Díjak
- 1969 Grammy-díj, Az Év Lemeze, Mrs. Robinson (Paul Simonnal)
- 1969 Grammy-díj, Mrs. Robinson (Paul Simonnal)
- 1970 Grammy-díj, Legjobb Album: Bridge Over Troubled Water
- 1970 Grammy-díj, Legjobb kislemez: Bridge Over Troubled Water
- 1970 Grammy-díj, Bridge Over Troubled Water
- 1977 Britannia-díj, Bridge Over Troubled Water

## Filmográfia
| Év   | Magyar cím                                    | Eredeti cím                     | Szerep                          | Megjegyzések                                     |
| ---- | --------------------------------------------- | ------------------------------- | ------------------------------- | ------------------------------------------------ |
| 1970 | A 22-es csapdája                              | Catch-22                        | Lieutenant Edward J. Nately III |                                                  |
| 1971 | Testi kapcsolatok                             | Carnal Knowledge                | Dr. Sandy Kaufman               |                                                  |
| 1973 |                                               | Acts of Love and Other Comedies | Nick                            | Televíziós film                                  |
| 1975 |                                               | Saturday Night Live             | önmaga                          | epizód: "évad 1 epizód 2"                        |
| 1980 | Rossz időzítés                                | Bad Timing                      | Dr. Alex Linden                 |                                                  |
| 1980 |                                               | Laverne & Shirley               | The Mighty Oak                  | epizód: "The Beatnik Show"                       |
| 1986 |                                               | Good to Go                      | S.D. Blass                      |                                                  |
| 1990 |                                               | Mother Goose Rock 'n' Rhyme     | Georgie Porgie                  | Televíziós film                                  |
| 1993 |                                               | Boxing Helena                   | Dr. Lawrence Augustine          |                                                  |
| 1994 | Frasier – A dumagép                           | Frasier                         | Chester (hangja)                | epizód: "Adventures in Paradise: Part 1"         |
| 1998 |                                               | 54                              | önmaga                          | Cameo                                            |
| 1998 |                                               | Arthur                          | Singing Moose (hangja)          | epizód 51b (3#1b): "The Ballad of Buster Baxter" |
| 2001 |                                               | Longshot                        | önmaga                          | Cameo                                            |
| 2003 |                                               | American Dreams                 | Mr. Greenwood                   | epizód: "False Start"                            |
| 2009 |                                               | Flight of the Conchords         | önmaga                          | epizód: "Prime Minister"                         |
| 2009 | Újrakezdők – Szerelmes szingli szittert keres | The Rebound                     | Harry Finklestein               | magyar hang: Varga Tamás                         |
| 2011 |                                               | Beatles Stories                 | önmaga                          | dokumentumfilm                                   |
| 2017 |                                               | Cecile on the Phone             | Dr. Saltzman                    | rövidfilm                                        |

## Fordítás
Ez a szócikk részben vagy egészben  az   Art Garfunkel című angol Wikipédia-szócikk ezen változatának fordításán alapul.  Az eredeti cikk szerkesztőit annak laptörténete sorolja fel. Ez a jelzés csupán a megfogalmazás eredetét és a szerzői jogokat jelzi, nem szolgál a cikkben szereplő információk forrásmegjelöléseként.